# IVc Brygada Etapowa
IVc Brygada Etapowa – wielka jednostka wojsk wartowniczych i etapowych w okresie II Rzeczypospolitej.

## Struktura organizacyjna
Organizacja w październiku 1920:
- dowództwo brygady – Słonim
- IV Poznański batalion etapowy
- III Litewsko-białoruski batalion etapowy
- I Kielecki batalion etapowy
- I Warszawski batalion wartowniczy

## Dowódcy brygady
- mjr Biskupski (–14 X 1920[2])
- płk Ferdynand Kurkowski (14 X 1920[2]–)